# Ponte disolfuro
In biochimica, un disolfuro (anche detto ponte disolfuro o legame disolfuro) si riferisce a un gruppo funzionale con la struttura {\displaystyle {\ce {R-S-S-R^{'}}}}. Il collegamento è anche chiamato legame SS o talvolta ponte disolfuro ed è solitamente derivato dall'accoppiamento di due gruppi tiolici. In biologia, i ponti disolfuro formati tra i gruppi tiolici presenti in due residui di cisteina sono una componente importante della struttura secondaria e terziaria delle proteine. Il persolfuro di solito si riferisce ai composti con struttura {\displaystyle {\ce {R-S-S-H}}}.
Nella chimica inorganica il disolfuro di solito si riferisce all'anione corrispondente {\displaystyle {\ce {S2^{2-}}}} {\displaystyle {\ce {(^{-}S\ -\ S^{-})}}}

## Proprietà
I legami disolfuro sono forti, con un'energia di dissociazione del legame tipica di 60 kcal/mol (251 kJ mol−1). Tuttavia, essendo circa il 40% più debole dei legami C-C e C-H, il legame disolfuro è spesso l'"anello debole" in molte molecole. Inoltre, riflettendo la polarizzabilità dello zolfo bivalente, il legame S-S è suscettibile di scissione da parte dei reagenti polari, sia elettrofili che soprattutto nucleofili (Nu):
{\displaystyle \mathrm {RS-SR+Nu^{-}\to RS-Nu+RS^{-}} }
Il legame disolfuro è lungo circa 2,05 Å, circa 0,5 Å più lungo di un legame C-C. La rotazione attorno all'asse S−S è soggetta a una bassa barriera. I disolfuri mostrano una netta preferenza per gli angoli diedri che si avvicinano a 90°. Quando l'angolo si avvicina a 0° o 180°, il disolfuro è un ossidante significativamente migliore.
I disolfuri in cui i due gruppi {\displaystyle {\ce {R}}} sono gli stessi sono chiamati simmetrici; esempi sono difenil disolfuro e dimetil disolfuro. Quando i due gruppi {\displaystyle {\ce {R}}} non sono identici, si dice che il composto è un disolfuro asimmetrico o misto.
Sebbene l'idrogenazione dei disolfuri di solito non sia pratica, la costante di equilibrio per la reazione fornisce una misura del potenziale redox standard per i disolfuri:
{\displaystyle {\ce {RSSR\ +\ H2->2RSH}}}
Questo valore è di circa -250 mV rispetto all'elettrodo standard a idrogeno (pH = 7). In confronto, il potenziale di riduzione standard per le ferrodoxine è di circa -430 mV.

## Sintesi
I legami disolfuro sono solitamente formati dall'ossidazione di gruppi sulfidrilici (−SH), specialmente in contesti biologici. La trasformazione è rappresentata come segue:
{\displaystyle \mathrm {2RSH\leftrightarrows RS-SR+2H^{+}+2e^{-}} }
Una varietà di ossidanti partecipa a questa reazione tra cui ossigeno e perossido di idrogeno. Si pensa che tali reazioni procedano attraverso intermedi dell'acido sulfenico. In laboratorio, per ossidare i tioli a disolfuri viene comunemente impiegato lo iodio in presenza di basi. Diversi metalli, come i complessi di rame(II) e ferro(III) influenzano questa reazione. In alternativa, i legami disolfuro nelle proteine sono spesso formati dallo scambio tiolo-disolfuro:
{\displaystyle \mathrm {RS-SR+R'SH\leftrightarrows R'S-SR+RSH} }
Tali reazioni sono mediate da enzimi in alcuni casi e in altri casi sono sotto il controllo dell'equilibrio, soprattutto in presenza di una quantità catalitica di base.
L'alchilazione di di- e polisolfuri di metalli alcalini dà disolfuri. I polimeri "tiokol" sorgono quando il polisolfuro di sodio viene trattato con un dialogenuro alchilico. Nella reazione inversa, i reagenti carbanionici reagiscono con lo zolfo elementare per fornire miscele di tioetere, disolfuro e polisolfuri superiori. Queste reazioni sono spesso non selettive ma possono essere ottimizzate per applicazioni specifiche.

## Sintesi di disolfuri asimmetrici (eterodisolfuri)
Molti metodi specializzati sono stati sviluppati per formare disolfuri asimmetrici. I reagenti che forniscono l'equivalente di "RS+" reagiscono con i tioli per dare disolfuri asimmetrici:
{\displaystyle \mathrm {RSH+R'SNR''2\to RS-SR'+HNR''2} },
dove R"2N è il gruppo ftalimmido. I sali di bunte, derivati del tipo {\displaystyle {\ce {RSSO3^{-}Na^{+}}}} sono utilizzati anche per generare disolfuri asimmetrici:
{\displaystyle {\ce {Na[O3S2R]\ +\ NaSR'->RSSR'\ +\ Na2SO3}}}

## Reazioni
L'aspetto più importante dei legami disolfuro è la loro scissione, che avviene tramite riduzione. È possibile utilizzare una varietà di riducenti. In biochimica, i tioli come il β-mercaptoetanolo (βME) o il ditiotreitolo (DTT) servono come riducenti; i reagenti tiolici vengono utilizzati in eccesso per guidare l'equilibrio a destra:
{\displaystyle {\ce {RS-SR\ +\ 2HOCH2CH2SH\leftrightarrows HOCH2CH2S-SCH2CH2OH\ +\ 2RSH}}}
Il riducente tris(2-carbossietil)fosfina (TCEP) è utile, oltre ad essere inodore rispetto a β-ME e DTT, perché è selettivo, lavorando sia in condizioni alcaline che acide (a differenza del DTT), è più idrofilo e più resistente ossidazione nell'aria. Inoltre, spesso non è necessario rimuovere il TCEP prima della modifica dei tioli proteici.
Nella sintesi organica, gli agenti idruri sono tipicamente impiegati per la scissione dei disolfuri, come il boroidruro di sodio. I metalli alcalini più aggressivi effettueranno questa reazione:
{\displaystyle \mathrm {RS-SR+2Na\to 2NaSR} }
Queste reazioni sono spesso seguite dalla protonazione del tiolato metallico risultante:
{\displaystyle {\ce {NaSR\ +\ HCl->HSR\ +\ NaCl}}}
Lo scambio tiolo-disolfuro è una reazione chimica in cui un gruppo tiolato −S− attacca un atomo di zolfo di un legame disolfuro −S−S−. Il legame disolfuro originale viene rotto e l'altro atomo di zolfo viene rilasciato come nuovo tiolato, portando via la carica negativa. Nel frattempo, si forma un nuovo legame disolfuro tra il tiolato attaccante e l'atomo di zolfo originale.

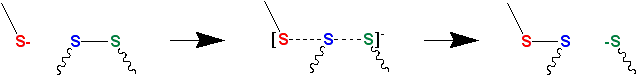
Scambio tiolo-disolfuro che mostra l'intermedio lineare in cui la carica è condivisa tra i tre atomi di zolfo. Il gruppo tiolato (in rosso) attacca un atomo di zolfo (in blu) del legame disolfuro, spostando l'altro atomo di zolfo (in verde) e formando un nuovo legame disolfuro.

I tiolati, non i tioli, attaccano i legami disolfuro. Quindi, lo scambio tiolo-disolfuro è inibito a pH basso (tipicamente, inferiore a 8) dove la forma tiolo protonata è favorita rispetto alla forma tiolata deprotonata. (La costante di dissociazione acida (pKa) di un tipico gruppo tiolico è di circa 8,3, ma può variare a causa del suo ambiente.)
Lo scambio tiolo-disolfuro è la principale reazione mediante la quale i legami disolfuro si formano e si riorganizzano in una proteina. Il riarrangiamento dei legami disolfuro all'interno di una proteina avviene generalmente tramite reazioni di scambio intro-proteina tiolo-disolfuro; un gruppo tiolato di un residuo di cisteina attacca uno dei legami disolfuro della proteina. Questo processo di riarrangiamento del disolfuro (noto come mescolamento del disolfuro) non cambia il numero di legami disolfuro all'interno di una proteina, ma semplicemente la loro posizione (cioè quali cisteine sono legate). Il rimescolamento del disolfuro è generalmente molto più veloce delle reazioni di ossidazione/riduzione, che modificano il numero di legami disolfuro all'interno di una proteina. L'ossidazione e la riduzione dei legami disolfuro proteico in vitro avviene generalmente anche tramite reazioni di scambio tiolo-disolfuro. Tipicamente, il tiolato di un reagente redox come il glutatione o il ditiotreitolo attacca il legame disolfuro su una proteina formando un legame disolfuro misto tra la proteina e il reagente. Questo legame disolfuro misto quando viene attaccato da un altro tiolato del reagente, lascia la cisteina ossidata. In effetti, il legame disolfuro viene trasferito dalla proteina al reagente in due fasi, entrambe reazioni di scambio tiolo-disolfuro.
L'ossidazione e la riduzione in vivo dei legami disolfuro proteico mediante lo scambio tiolo-disolfuro è facilitata da una proteina chiamata tioredossina. Questa piccola proteina, essenziale in tutti gli organismi conosciuti, contiene due residui di aminoacidi della cisteina in una disposizione vicinale (cioè uno accanto all'altro), che le consente di formare un legame disolfuro interno o legami disolfuro con altre proteine. In quanto tale, può essere utilizzato come deposito di frazioni di legame disolfuro ridotto o ossidato.
Molte reazioni organiche specializzate sono state sviluppate per i disolfuri, ancora una volta principalmente associati alla scissione del legame S-S, che di solito è il legame più debole in una molecola. Nelle reazioni di scissione del disolfuro di Zincke, i disolfuri vengono scissi dagli alogeni. Questa reazione dà un alogenuro di sulfenile:
{\displaystyle {\ce {ArSSar\ +\ Cl2->2ArSCl}}}

## In biologia

Schema dei legami disolfuro che reticolano le regioni di una proteina.

### Presenza nelle proteine
I legami disolfuro possono formarsi in condizioni ossidanti e svolgono un ruolo importante nel ripiegamento e nella stabilità di alcune proteine, solitamente proteine secrete nel mezzo extracellulare. Poiché la maggior parte dei compartimenti cellulari sono ambienti riducenti, in generale i legami disolfuro sono instabili nel citosol, con alcune eccezioni come indicato di seguito, a meno che non sia presente una sulfidril ossidasi.

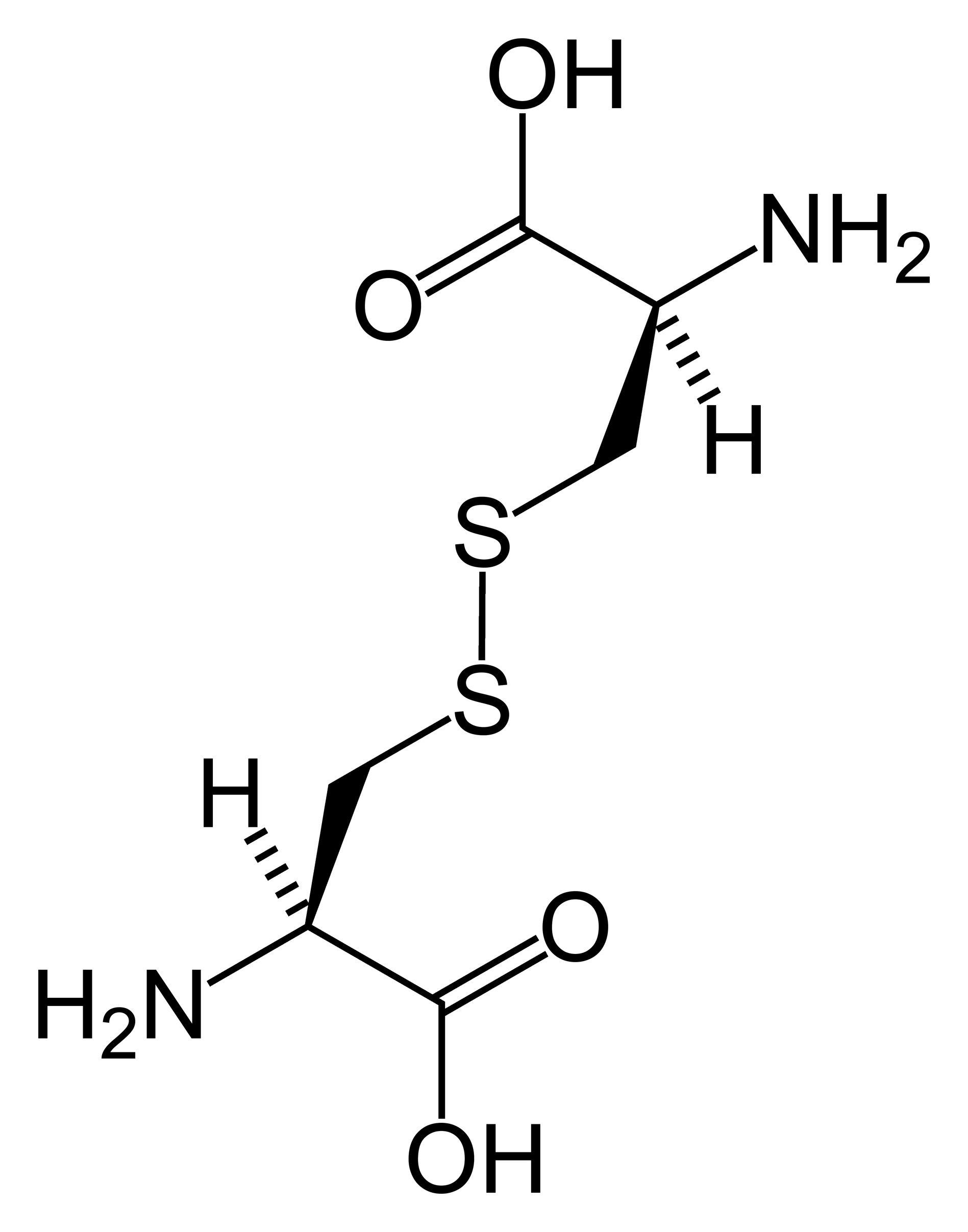
La cistina è composta da due cisteine legate da un legame disolfuro (qui mostrato nella sua forma neutra).

I legami disolfuro nelle proteine si formano tra i gruppi tiolici dei residui di cisteina mediante il processo di ripiegamento ossidativo. L'altro amminoacido contenente zolfo, la metionina, non può formare legami disolfuro. Un legame disolfuro è tipicamente indicato sillabando le abbreviazioni di cisteina: ad esempio, quando ci si riferisce alla ribonucleasi A il "legame disolfuro Cys26–Cys84 può essere indicato come "legame disolfuro 26–84", o più semplicemente come "C26–C84" dove il legame disolfuro è inteso e non è necessario menzionarlo. Il prototipo di un legame disolfuro proteico è la cistina peptidica a due amminoacidi, che è composta da due amminoacidi cisteinici uniti da un legame disolfuro. La struttura di un legame disolfuro può essere descritta dal suo angolo diedro {\displaystyle \mathrm {X} _{ss}} tra gli atomi Cβ−Sγ−Sγ−Cβ, che di solito è vicino a ±90°.
Il legame disolfuro stabilizza la forma ripiegata di una proteina in diversi modi:
1. Tiene insieme due porzioni della proteina, distorcendo la proteina verso la topologia ripiegata. Cioè, il legame disolfuro destabilizza la forma spiegata della proteina abbassandone l'entropia.
2. Il legame disolfuro può formare il nucleo di un core idrofobico della proteina ripiegata, cioè i residui idrofobici locali possono condensarsi attorno al legame disolfuro e l'uno sull'altro attraverso interazioni idrofobiche.
3. Relativamente a 1 e 2, il legame disolfuro collega due segmenti della catena proteica, aumenta l'effettiva concentrazione locale di residui proteici e riduce l'effettiva concentrazione locale di molecole d'acqua. Poiché le molecole d'acqua attaccano i legami idrogeno ammide-ammide e rompono la struttura secondaria, un legame disolfuro stabilizza la struttura secondaria nelle sue vicinanze.

Ad esempio, i ricercatori hanno identificato diverse coppie di peptidi che non sono strutturati in isolamento, ma adottano una struttura secondaria e terziaria stabile dopo la formazione di un legame disolfuro tra di loro. [Sarebbe allora interessante sapere se così si formino dei complessi peptidici, pur non legati covalentemente a formare proteine ma abbastanza stabili da acquisire funzioni biologiche simil-proteiche.]
Una specie disolfuro è un particolare accoppiamento di cisteine situate in posizioni specifiche lungo una proteina legata al disolfuro ed è solitamente raffigurata elencando i legami disolfuro tra parentesi, ad esempio "le specie disolfuro (26–84, 58–110)". Un insieme disolfuro è un raggruppamento di tutte le specie disolfuro con lo stesso numero di legami disolfuro ed è solitamente indicato come l'insieme 1S, l'insieme 2S, e così via per specie disolfuro aventi uno, due, ecc. legami disolfuro. Pertanto, la specie disolfuro (26–84) appartiene all'insieme 1S, mentre la specie (26–84, 58–110) appartiene all'insieme 2S. La singola specie senza legami disolfuro è solitamente indicata come {\displaystyle R} per "completamente ridotta". In condizioni tipiche, il rimescolamento del disolfuro è molto più veloce della formazione di nuovi legami disolfuro o della loro riduzione; quindi, le specie disolfuro all'interno di un insieme si equilibrano più rapidamente che tra gli insiemi.
La forma nativa di una proteina appartiene solitamente a una singola specie disolfuro, sebbene alcune proteine possano passare attraverso vari stati disolfuro come fasi della loro funzione, ad esempio la tioredossina. Nelle proteine con più di due cisteine si possono formare specie disolfuro non native, che sono quasi sempre mal ripiegate. All'aumentare del numero di cisteine, il numero di specie non autoctone aumenta in modo fattoriale.

#### Nei batteri e negli archaea
I legami disolfuro svolgono un importante ruolo protettivo per i batteri in quanto interruttore reversibile che attiva o disattiva una proteina quando le cellule batteriche sono esposte a reazioni di ossidazione. Il perossido di idrogeno (H2O2) in particolare potrebbe danneggiare gravemente il DNA e uccidere il batterio anche a basse concentrazioni se non fosse per l'azione protettiva del legame SS. Gli archaea hanno tipicamente meno disolfuri rispetto agli organismi superiori.

#### Negli eucarioti
Nelle cellule eucariotiche, in generale, si formano legami disolfuro stabili nel lume del RER (reticolo endoplasmatico ruvido) e nello spazio intermembrana mitocondriale ma non nel citosol. Ciò è dovuto all'ambiente più ossidante dei suddetti compartimenti e all'ambiente più riducente del citosol (si veda la voce glutatione). Pertanto i legami disolfuro si trovano principalmente nelle proteine secretorie, nelle proteine lisosomiali e nei domini esoplasmatici delle proteine di membrana.
Ci sono notevoli eccezioni a questa regola. Ad esempio, molte proteine nucleari e citosoliche possono diventare disolfuro-reticolate durante la morte delle cellule necrotiche. Allo stesso modo, un certo numero di proteine citosoliche, con residui di cisteina in prossimità l'uno dell'altro che funzionano come sensori di ossidazione o catalizzatori redox; quando il potenziale riduttivo della cellula viene meno, si ossidano e innescano meccanismi di risposta cellulare. Il Vaccinia virus produce anche proteine citosoliche e peptidi che hanno molti legami disolfuro; sebbene la ragione di ciò sia sconosciuta, presumibilmente hanno effetti protettivi contro i meccanismi di proteolisi intracellulare.
In molte specie di mammiferi, i legami disolfuro si formano anche all'interno e tra le protammine della cromatina spermatica.

#### Disolfuri nelle proteine regolatrici
Poiché i legami disolfuro possono essere ridotti e riossidati in modo reversibile, lo stato redox di questi legami si è evoluto in un elemento di segnalazione. Nei cloroplasti, ad esempio, la riduzione enzimatica dei legami disolfuro è stata collegata al controllo di numerose vie metaboliche e all'espressione genica. È stato finora dimostrato che l'attività riducente di segnalazione viene svolta dal sistema della ferredossina tioredossina, incanalando gli elettroni ottenuti dalle reazioni alla luce del fotosistema I, per ridurre cataliticamente i disolfuri presenti nelle proteine, che vengono così regolate in modo dipendente dalla luce. In questo modo i cloroplasti regolano in base all'intensità della luce l'attività di processi chiave come il ciclo di Calvin-Benson, la degradazione dell'amido, la produzione di ATP e l'espressione genica. Inoltre, è stato riportato che i disolfuri svolgono un ruolo significativo sulla regolazione dello stato redox dei sistemi a due componenti (TCS), che si possono trovare in alcuni batteri, incluso il ceppo fotogenico. Un buon esempio di disolfuri nelle proteine regolatrici, trovato nello staphylococcus aureus, è un esclusivo legame disolfuro tra cisteine intramolecolari, presente nel dominio di legame dell'ATP dei TCS SrrAB: lo stato redox della molecola SrrB, controllato dai legami disolfuro della cisteina, porta alla modifica dell'attività di SrrA, compresa la regolazione genica.

#### In capelli e piume
Oltre il 90% del peso secco dei capelli è costituito da catene proteiche di cheratine, che hanno un alto contenuto di disolfuro, legato all'amminoacido cisteina. Queste catene vengono tenute insieme proprio dalla formazione di ponti disolfuro. In alcune persone la formazione di questi ponti fa sì che le catene proteiche si ripieghino parzialmente su sé stesse, dando così origine al fenomeno dei capelli ricci. Invece il fenomeno della "stiratura" del capello si ottiene per trattamento dei capelli con composti riducenti, bisolfiti, che inizialmente aprono i ponti disolfuro della cheratina; il successivo trattamento con un debole ossidante, porta i ponti disolfuro della cheratina a rigenerarsi dopo che la "stiratura" meccanica ha avuto luogo. La robustezza conferita in parte dai legami disolfuro è illustrata dal ritrovamento di capelli praticamente intatti da antiche tombe egizie. Le piume hanno cheratine simili e sono estremamente resistenti agli enzimi digestivi proteici. La rigidità di capelli e piume è determinata dal contenuto di disolfuro. La manipolazione dei legami disolfuro nei capelli è la base per la permanente nell'acconciatura.  I reagenti che influenzano la formazione e la rottura dei legami S-S sono fondamentali, ad esempio il tioglicolato di ammonio. L'alto contenuto di disolfuro delle piume giustifica l'alto contenuto di zolfo nelle uova di uccelli. L'alto contenuto di zolfo di capelli e piume contribuisce inoltre all'odore sgradevole che si diffonde quando vengono bruciati.

#### Negli alimenti
I ponti disolfuro si formano anche tra le proteine della farina, durante l'impastamento e in presenza di acqua. La gliadina e la glutenina, proteine della farina, formano un complesso proteico che si chiama glutine. Prolungando l'impastamento, il ponte disolfuro si spezzerà generando gruppi tiolici -S-H: questo non deve avvenire pena la buona lievitazione dell'impasto. Farine forti (W intorno ai 350 o superiore) avranno molte proteine, farine deboli poche. Nel primo caso si potranno ottenere prodotti da forno altamente lievitati, come pandoro o panettone. Nel secondo caso solo focacce, biscotti o pani poco lievitati.

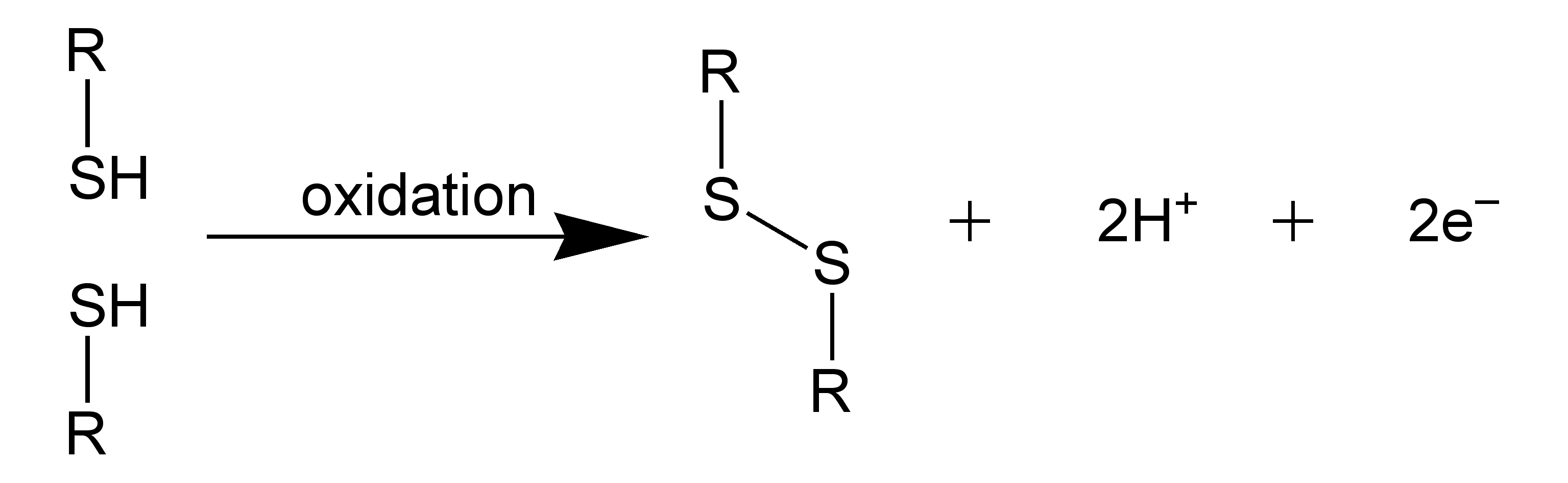
Rappresentazione formale della formazione di un ponte disolfuro per ossidazione di due gruppi tiolici

## Disolfuri inorganici
L'anione disolfuro è S22-, o −S−S−. Nel disolfuro, lo zolfo esiste allo stato ridotto con numero di ossidazione -1. La sua configurazione elettronica ricorda quindi quella di un atomo di cloro. Tende quindi a formare un legame covalente con un altro centro S− per formare S2−2, simile al cloro elementare esistente come Cl2 biatomico. Anche l'ossigeno può comportarsi in modo simile, ad esempio in perossidi come H2O2. Alcuni esempi sono:
- Il disolfuro di idrogeno (H2S2), il più semplice disolfuro inorganico
- Il dicloruro di disolfuro (S2Cl2), un liquido distillabile.
- Il solfuro di ferro(II) (FeS2) o pirite.

## Nell'industria
I legami disolfuro e (polisolfuro) sono i gruppi di reticolazione che risultano dalla vulcanizzazione della gomma. In analogia al ruolo dei disolfuri nelle proteine, i legami S-S nella gomma sono reticolanti e influenzano fortemente la reologia del materiale.

## Composti correlati

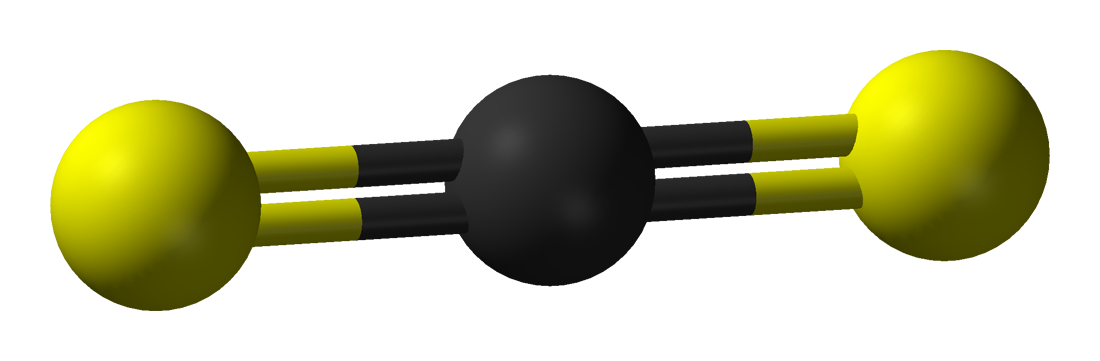
Disolfuro di carbonio (CS_{2})

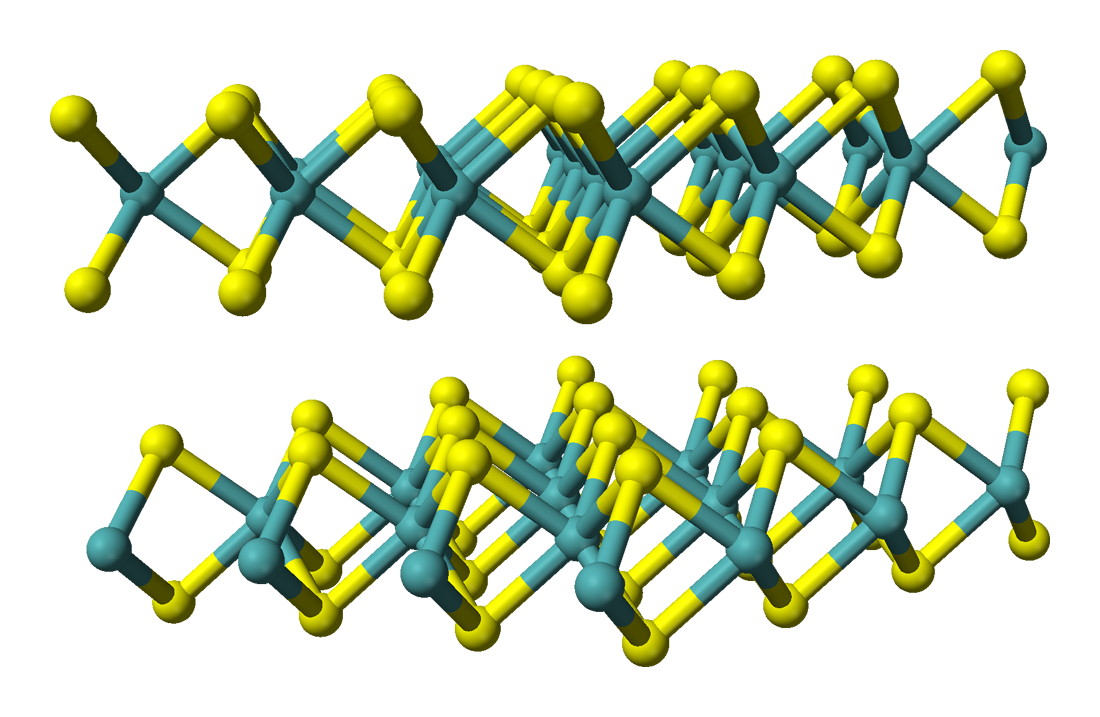
Disolfuro di molibdeno (MoS_{2})

I tiosolfossidi sono ortogonalmente isomerici con i disolfuri, avendo il secondo zolfo ramificato dal primo e non partecipando a una catena continua, cioè >S=S piuttosto che −S−S−.
I legami disolfuro sono analoghi ma più comuni dei relativi legami perossido, tioseleniuro e diseleniuro. Esistono anche composti intermedi di questi, ad esempio tioperossidi (noti anche come ossasolfuri) come il tioperossido di idrogeno (H2OS), hanno la formula R1OSR2 (equivalente a R2SOR1). Questi sono isomerici ai solfossidi in modo simile al precedente; cioè >S=O piuttosto che −S−O−.
I tiuram disolfuro (R2NCSS)2 sono disolfuri, ma si comportano in modo diverso a causa del gruppo tiocarbonile.
I composti con tre atomi di zolfo, come CH3S−S−SCH3, sono chiamati trisolfuri o legami trisolfuro.

### Nomi impropri
Il disolfuro è anche usato per riferirsi a composti che contengono due centri di solfuro (S2-). Il disolfuro di carbonio (CS2) è descritto con la formula strutturale, cioè S=C=S. Questa molecola non è un disolfuro, nel senso che manca di un legame S-S. Allo stesso modo, il disolfuro di molibdeno (MoS2) non è un disolfuro nel senso che i suoi atomi di zolfo non sono collegati.